# Штокбауэр, Ханна
Ханна Штокбауэр (нем. Hannah Stockbauer; род. 7 января 1982 года, Нюрнберг, Бавария, Западная Германия) — германская пловчиха. Специализируется в плавании вольным стилем на средних дистанциях (200, 400, 800, и 1500 метров).
Она показала лучшие результаты на Чемпионате мира по водным видам спорта 2003 г. в Барселоне, когда выиграла золотые медали в заплывах на 400, 800, и 1500 метров (такие же достижения были только у Грант Хэкетт на Чемпионате мира 2005 г. и Кэти Ледекки на Чемпионате мира 2013 г.).
В следующем году она участвовала в Олимпийских играх 2004 года и завоевала бронзовую медаль.
Ушла из большого спорта в 2005 году.